# Žeje, Domžale
Žeje este o localitate din comuna Domžale, Slovenia, cu o populație de 129 de locuitori.